# Mårten Hagström
Mårten Hagström, född 27 april 1971 i Örnsköldsvik, är rytmgitarrist i det svenska progressiva extrem metal-bandet Meshuggah. Han gick med i Meshuggah efter utgivandet av bandets första album, vilket gjorde det möjligt för Jens Kidman att ge upp rytmgitarr-spelandet och fokusera på sina uppgifter som vokalist. Han och Meshuggahs andra gitarrist, Fredrik Thordendal, är kända för sitt komplexa rytmgitarr-spel.
Trots att Thordendal spelar de flesta av Meshuggahs gitarrsolon, delar de två gitarristerna låtskrivningsuppgifterna mer eller mindre lika. Hagström har med utgivandet av Meshuggahs obZen-album börjat spela de långsamma, melodiska gitarrsolon på låtar som han själv har skrivit.

## Diskografi (urval)
Studioalbum med Meshuggah
- 1995 – Destroy Erase Improve
- 1998 – Chaosphere
- 2002 – Nothing
- 2005 – Catch Thirtythree
- 2008 – obZen
- 2012 – Koloss
- 2016 – The Violent Sleep of Reason

Livealbum med Meshuggah
- 2010 – Alive
- 2014 – The Ophidian Trek